# ГЕС Dona Francisca
ГЕС Dona Francisca – гідроелектростанція на південному сході Бразилії у штаті Ріу-Гранді-ду-Сул. Знаходячись після ГЕС Ітауба, становить нижній ступінь в каскаді на річці Жакуй, котра біля столиці провінції міста Порту-Алегрі впадає в лиман Гуаїба сполученого з Атлантичним океаном озера-лагуни Патус.
В межах проекту річку перекрили греблею із ущільненого котком бетону висотою 50,5 метра, довжиною 610 метрів та шириною по гребеню 7 метрів. Вона утримує водосховище з площею поверхні 22,3 км2 та об’ємом 335 млн м3 (корисний об’єм 62,8 млн м3), коливання рівня поверхні якого в операційному режимі відбувається між позначками 91 та 94,5 метра НРМ (максимальний рівень на випадок повені сягає 100,5 метра НРМ).
Від сховища ресурс подається до пригреблевого машинного залу через два водоводи довжиною по 80 метрів з діаметром 6,3 метра. Основне обладнання станції становлять дві турбіни типу Френсіс потужністю по 64,2 МВт, які при напорі у 38,15 метра забезпечують виробництво 679 млн кВт-год електроенергії на рік.
Видача продукції відбувається по ЛЕП, розрахованій на роботу під напругою 230 кВ.